# Jód-monoklorid
A jód-monoklorid interhalogén vegyület, képlete ICl. Vörösbarna színű vegyület, olvadáspontja a szobahőmérséklet körül van. Mivel a klór és a jód elektronegativitás különbsége nagy, a vegyület erősen poláris, és I+ ionok forrása lehet. A fizikai tulajdonságai a bróméhoz hasonlóak. Sok tulajdonsága a klór és jód tulajdonságai között vannak, például a tömege. Előlállításákor jódot és klórt elegyítnek egymással 1:1 arányban:
I2 + Cl2 →  2 ICl
Amikor klórgáz érintkezik a jódkristályokkal, akkor barna gőz formájában jód-monoklorid keletkezik. A felesleges klór reakcióba lép a jód-monokloriddal és megfordítható reakcióban jód-triklorid keletkezik:
ICl  +  Cl2  ⇌  ICl3

## Kristályszerkezete
Az ICl-nek két polimorf módosulata létezik: az α-ICl fekete (áteső fényben vörös) tűs kristályokat alkot, olvadáspontja 27,2°C. A β-ICl fekete (áteső fényben vörösbarnás) színű lemezes kristályokból áll, olvadáspontja 13,9°C.

## Felhasználása
Az ICl szerves kémiai szintézisekben használatos regens. Egyes aromás jodidok előállításához elektrofil jódforrásként használják. Hasítja a C–Si kötéseket is.
Alkénekkel addíciós reakcióba lép, melynek során jód-klór-alkánok keletkeznek:
RCH=CHR’  +  ICl   →  RCH(I)-CH(Cl)R’
A fenti reakciót nátrium-azid jelenlétében lejátszatva jód-azid-alkán keletkezik: RCH(I)–CH(N3)R’.

Ecetsavas oldatát szerves vegyületek jódszámának (a telítetlenség mértékének) meghatározására használják.

## Fordítás
Ez a szócikk részben vagy egészben  az   Iodine monochloride című angol Wikipédia-szócikk ezen változatának fordításán alapul.  Az eredeti cikk szerkesztőit annak laptörténete sorolja fel. Ez a jelzés csupán a megfogalmazás eredetét és a szerzői jogokat jelzi, nem szolgál a cikkben szereplő információk forrásmegjelöléseként.